# Euskaltel
Euskaltel, cuya razón social es Euskaltel, S.A.U., es un operador español de telecomunicaciones, filial del Grupo MásOrange. Euskaltel opera bajo diferentes marcas, utilizando el nombre de la propia Euskaltel en el País Vasco, Navarra y La Rioja. Es, a su vez, propietaria de R Cable y Telecable Telecomunicaciones, la cual usa las marcas R en Galicia, Cantabria y la provincia de León; y Telecable en Asturias.
Ofrece servicios de telefonía fija, telefonía móvil, internet (fibra y 5G) y televisión (Agile TV) en España.
Euskaltel fue fundada en 1995 como operadora de cable para las tres provincias vascas.

## Historia

### Precedentes: Euskalnet
A partir de 1992, el Gobierno Vasco, a través de su sociedad pública para la gestión de las telecomunicaciones Euskalnet, comenzó la construcción en el País Vasco de una red de comunicación de datos mediante fibra óptica. A los tres años Euskalnet contaba con una infraestructura que tras iniciarse como la comunicación de diversos edificios públicos (tales como hospitales, centros universitarios o dependencias gubernamentales) se disponía a incorporar a su red las tres capitales provinciales vascas (Bilbao, San Sebastián y Vitoria), siendo su siguiente paso la extensión al resto de municipios. Si bien por entonces solo podía ofrecer servicios administrativos, el objetivo del gobierno autonómico era, a las puertas de la liberalización de los servicios de telefonía y el desarrollo de las cableras, desarrollar la infraestructura para una compañía telefónica propia independiente de la estatal Telefónica.

### Evolución como marca Euskaltel
En 1995, se creó Euskaltel, una empresa participada por las administraciones vascas; según el primer reparto accionarial el Gobierno Vasco (a través de su sociedad Euskalnet) contaría con en torno al 40 %, mientras que las tres cajas de ahorros vascas (la vizcaína BBK, la guipuzcoana Kutxa y la alavesa Vital) controlarían el otro 60 %. Una vez aprobado el nuevo marco regulatorio, competencia del Gobierno de España, la nueva sociedad de telecomunicaciones daría servicio en el País Vasco a través de la red de fibra óptica desarrollada por Euskalnet (valorada por la consejería de Industria en 12 000 millones de pesetas).
La intención de las instituciones vascas era dar entrada a inversores privados en el accionariado definitivo de la operadora Euskaltel (manteniendo no obstante el ejecutivo autonómico la propiedad de la red de Euskalnet), de manera que la suma de administraciones públicas y cajas de ahorro supusiera el 51 % y el restante 49 % fuera de propietarios privados. En ese sentido, y en aras de lograr un socio tecnológico, se abrieron negociaciones con la estadounidense US West (propietaria de Time Warner): tras unos primeros contactos en los que se planteó que entrara con el 49 %, se rebajó la propuesta al 25% (máximo permitido por la ley). Finalmente los socios privados serían Iberdrola, Endesa y Grupo Mondragón.
En 2009, creó RACCTel como un operador móvil virtual (OMV) mediante un acuerdo con el Real Automóvil Club de Cataluña (RACC), ofreciendo servicios de telefonía móvil para los socios del RACC.
A finales de 2012 entraron en el accionariado de Euskaltel los fondos Trilantic e Investindustrial, tras abonar unos 200 millones de euros, al mismo tiempo que salían Endesa, Grupo Mondragón, el propio Gobierno Vasco y Kutxabank se desprendía de una parte de sus títulos (aunque permanecería como mayoritario con el 49,99 %).
En diciembre de 2012, compró la compañía de telecomunicaciones catalana RACCTel por un euro.

### Salida a Bolsa y expansión
Euskaltel inició su cotización en la Bolsa de Madrid el 1 de julio de 2015, a 10,80 euros por acción. Cinco meses después, el 27 de noviembre de 2015, Euskaltel cerró la compra de la operadora de cable gallega R, y el 16 de mayo de 2017, cerró la adquisición de la asturiana Telecable por 686 millones €. Con estas dos operaciones, se unieron en un solo grupo las tres grandes cableras del norte de España, conformando una corporación con un mercado potencial de más de seis millones de personas, acumulando más de 800 000 clientes. El nuevo grupo mantuvo el carácter local de cada uno de sus mercados, por lo que se mantuvieron las tres marcas respectivamente, además de sus estructuras locales.
En 2018, creó RACCtel+, con el objetivo de aumentar su presencia en Cataluña, ofreciendo paquetes que aunaban telefonía fija, móvil, internet en casa y, en algunos casos, televisión premium a un público potencial formado por unos 600.000 hogares en Cataluña. Así, tras la ampliación de servicios, se pasó del antiguo nombre de RACCTel a RACCtel+.
En 2019, continuó su plan de expansión y entró en Navarra, León, Cantabria y La Rioja. De esta manera, el grupo Euskaltel operaría en León y Cantabria a través de su marca R, en Navarra y La Rioja con la marca Euskaltel, además de Cataluña a través de la recién anunciada RACCtel+.
El 12 de febrero de 2020, Euskaltel firmó un acuerdo con Virgin para usar su marca en su expansión nacional, coexistiendo con las enseñas preexistentes del grupo. La empresa vasca también cerró un acuerdo de colaboración con Orange España, a quien alquilan tanto su red móvil como su infraestructura de fibra óptica. Finalmente el 20 de mayo de 2020, Virgin Telco comenzó su andadura como operador virtual en el resto del territorio nacional.

### Compra por parte del Grupo MásMóvil
El 28 de marzo de 2021, el Grupo MásMóvil lanzó una OPA sobre Euskaltel, a través de su filial Kaixo Telecom, S.A.U. La oferta recibió la aceptación del 98 % de sus accionistas, por lo que Grupo MásMóvil pasó a controlar la compañía tras una operación con un costo total (incluida la refinanciación de la deuda de Euskaltel) de 3550 millones de euros.

### Entrada en MásOrange
En 2024 se constituyó el Grupo MásOrange (cuya razón social es MasOrange, S.L.) como una empresa conjunta entre Orange España y el Grupo MásMóvil. Actualmente es el principal operador del país en cuanto a número de clientes, con más de 37 millones de líneas de banda ancha y móvil.

## Cobertura, cuota de mercado y servicios

### Cobertura
En 2022, la cobertura móvil total del Grupo MásMóvil, al que pertenece Pepephone, alcanzaba al 98,5% de la población española. y, en 2021, disponía de cobertura de fibra de 26 millones de hogares en España.
Euskaltel fue el primer operador convergente (telefonía fija y móvil, internet y televisión) en España.

### Cuota de mercado
Euskaltel dispone de una red de fibra óptica de unos 350 000 kilómetros instalados y es el líder en el País Vasco con 216 846 clientes, un 41 % de cuota de mercado en banda ancha. Este liderazgo se mantiene también en el segmento de la televisión de pago por cable, con 115 554 clientes y un 47 % de cuota de mercado. En telefonía móvil, Euskaltel controla un 20 % de cuota de mercado, con 165 411 clientes mientras que en telefonía fija es el segundo operador, con una cuota de mercado del 38 %.

### Internet
Euskaltel se apoya en su red de fibra óptica de última generación para ofrecer las mejores soluciones de internet a sus clientes. En 2014, Euskaltel fue el primer operador en ofrecer 250 Mbps en el País Vasco, situándola como la comunidad autónoma española con mayor accesibilidad a redes de alta capacidad y a niveles de países europeos como Suiza, Bélgica, Holanda o Luxemburgo.
En 2019, la velocidad máxima de Euskaltel de banda ancha se incrementó hasta los 350 Mbps.
En 2020, la velocidad máxima que ofrecía Euskaltel, se situaba en los 500 Mbps asimétricos sobre su red Híbrido de fibra coaxial.

### Telefonía móvil
Euskaltel es un operador móvil virtual, que comercializa servicios de telefonía móvil propios. Desde 2013, tras firmar un acuerdo con Orange España, Euskaltel utiliza la red de antenas desplegadas por esta para dar servicio en toda España a sus clientes de móvil.
En 2015, cerró el acuerdo con Orange España para ofrecer telefonía móvil 4G a sus clientes.

### Televisión por suscripción
En 2014, reforzó su servicio de televisión de pago con los servicios EDONON (la plataforma multipantalla) y un videoclub propio con más de 1000 contenidos disponibles.
En 2021, tras la compra por parte del Grupo MásMóvil, el servicio de televisión de Euskaltel pasó a ser gestionado por Agile TV.

### Euskaltel Wifi Kalean
Euskaltel Wifi Kalean ("Euskaltel Wifi en la Calle") es la mayor red de wifi gratis del País Vasco, con 128 000 puntos de acceso distribuidos por las calles de toda la geografía vasca, a la que pueden acceder de forma automática y gratuita todos los clientes de internet y telefonía móvil de la compañía vasca.

## Marcas y filiales
- Euskaltel: Marca que opera en el País Vasco, Navarra y La Rioja.
- R Cable y Telecable Telecomunicaciones: Filial que opera con las marcas R en Galicia, Cantabria y la provincia de León; y Telecable en Asturias.

## Estructura empresarial
A finales de 2011 se produjo la privatización y bancarización de las tres cajas vascas (BBK vizcaína, Kutxa guipuzcoana y Vital alavesa); la entidad resultante, Kutxabank, empezó a operar en 2012 y se convirtió así en el accionista mayoritario de Euskaltel dado que la suma de las participaciones con las que contaban las distintas cajas hacía que tras la integración acumulara casi el 68 %.
Empujada en cierta medida por los cambios regulatorios impulsados por el Gobierno y el Banco de España para las entidades financieras en el marco de Basilea III y dentro de la reestructuración del sector, Kutxabank decidió deshacerse de parte de su cartera de inversiones industriales, diluyendo su participación en Iberdrola y especialmente en Euskaltel, donde pretendía permanecer como accionista principal pero rebajando su porcentaje y dando entrada a nuevos socios.
A lo largo de ese año tuvieron lugar diversas negociaciones con posibles inversores interesados en entrar en el accionariado de Euskaltel. Estos sondeos se vieron lastrados por la decisión de la Corte Permanente de Arbitraje de condenar a Euskaltel a indemnizar con 222 millones de euros a Orange, en un dictamen ratificado posteriormente por el Tribunal Superior de Justicia del País Vasco. La propia Kutxabank financió al 100% los 125 millones aún pendientes de pago mediante un préstamo a su participada.
Al mismo tiempo el Parlamento Vasco aprobó en agosto vender (en un concurso sin competencia) a la compañía telefónica la red de fibra óptica del Gobierno Vasco; la administración vasca había construido dicha red, que era utilizada por Euskaltel en formato de alquiler por uso. Mediante esta venta, que salió adelante con los votos a favor de PNV, PSE y PP, se pretendía que la compañía resultara más atractiva para posibles inversores al pasar a contar con una red propia, entendiendo que el Ejecutivo ya había cumplido su labor en la liberalización del sector de las telecomunicaciones en el País Vasco; la izquierda abertzale, entonces representada por Aralar y EA, se opuso argumentando que significaba la pérdida de una red "pagada con los impuestos de todos los ciudadanos".
Finalmente en diciembre se dio entrada a los fondos de inversión Trilantic e Investindustrial con un 48,1 %,  mientras que Kutxabank seguiría como el principal accionista de Euskaltel aunque bajando al 49,9 %; Iberdrola completaba el accionariado con un 2 %. La operación, que contaba con el visto bueno de las autoridades reguladoras de la Unión Europea, significó la salida de la compañía de sus hasta entonces accionistas Endesa (10,64 %), Gobierno Vasco (7,45 % en total, incluyendo las participaciones de EiTB y el EVE) y Grupo Mondragón (2,13 %). Según el presidente de la operadora, el objetivo era expandirse y convertirse en una multinacional manteniendo los centros de decisión en el País Vasco.

### Accionariado
Euskaltel pertenece al 100% al Grupo MásMóvil.

#### Accionariado previo a salida en Bolsa
| Accionista                                       | Capital |
| ------------------------------------------------ | ------- |
| Kutxabank                                        | 49,9%   |
| Fondos de inversión Trilantic e Investindustrial | 48,1%   |
| Iberdrola                                        | 2%      |

#### Accionariado previo a la OPA
Los accionistas de Euskaltel previos a la OPA:
| Accionista                     | Capital |
| ------------------------------ | ------- |
| Zegona Communications          | 21,44%  |
| Fundación BBK                  | 19,88%  |
| Corporación Financiera Alba    | 11,00%  |
| Citigroup                      | 1%      |
| NN Group                       | 6,86%   |
| Abanca                         | 4,48%   |
| Juan Carlos Escotet Rodríguez  | 4,48%   |
| CIAM                           | 3,35%   |
| JP Morgan                      | 5,59%   |
| Magnetar Capital Partners      | 5,53%   |
| Magnetar PRA Master Fund       | 1,34%   |
| Magnetar Constellation Fund II | 1,07%   |
| Norges Bank                    | 1,67%   |
| DWS Investment                 | 1,10%   |

### Presidentes
- Francisco Javier Allende (1995-1996)
- José Luis Larrea (1996-1999)
- José Antonio Ardanza (1999-2011)
- Alberto García Erauzkin (2011-2019)
- Xavier Iturbe Otaegi (2019-2024)
- Jon Ander de las Fuentes (2024-actualidad)